# Amstel Gold Race 1997
De 32ste editie van de Amstel Gold Race vond plaats op 26 april 1997. Het parcours, met start in Heerlen en finish in Maastricht, had een lengte van 258 kilometer. Aan de start stonden 191 renners, waarvan 80 de finish bereikten. Bjarne Riis, de Tour de France winnaar van het jaar ervoor, won de wedstrijd. Hij deed dit na een lange solo waarin hij alleen de finish bereikte. 
De Keutenberg keerde voor het eerst sinds 1990 terug op het parcours, maar nu zonder publiek langs de kant vanwege eerdere chaos hiermee op de klim.

## Uitslag
| rang | renner           | land        | tijd       |
| ---- | ---------------- | ----------- | ---------- |
| 1    | Bjarne Riis      | Denemarken  | 6u 11' 19" |
| 2    | Andrea Tafi      | Italië      | op 46"     |
| 3    | Beat Zberg       | Zwitserland | z.t.       |
| 4    | Laurent Roux     | Frankrijk   | z.t.       |
| 5    | Mauro Gianetti   | Zwitserland | z.t.       |
| 6    | Michele Bartoli  | Italië      | op 47"     |
| 7    | Laurent Jalabert | Frankrijk   | op 48"     |
| 8    | Andrei Tchmil    | Oekraïne    | op 1' 08"  |
| 9    | Rolf Aldag       | Duitsland   | z.t.       |
| 10   | Rolf Sørensen    | Denemarken  | z.t.       |

1966 · 1967 · 1968 · 1969 · 1970 · 1971 · 1972 · 1973 · 1974 · 1975 · 1976 · 1977 · 1978 · 1979 · 1980 · 1981 · 1982 · 1983 · 1984 · 1985 · 1986 · 1987 · 1988 · 1989 · 1990 · 1991 · 1992 · 1993 · 1994 · 1995 · 1996 · 1997 · 1998 · 1999 · 2000 · 2001 · 2002 · 2003 · 2004 · 2005 · 2006 · 2007 · 2008 · 2009 · 2010 · 2011 · 2012 · 2013 · 2014 · 2015 · 2016 · 2017 · 2018 · 2019 · 2020 · 2021 · 2022 · 2023 · 2024

Lijst van beklimmingen